# Tourinnes-les-Ourdons
Tourinnes-les-Ourdons is een dorp in de Belgische provincie Waals-Brabant. Samen met Saint-Lambert vormt het Tourinnes-Saint-Lambert, een deelgemeente van Walhain. Tourinnes ligt net ten zuidoosten van Saint-Lambert, waarmee het vergroeid is. Tussen beide delen stroomt de Hain, die verder stroomafwaarts de Nil wordt genoemd.
Het achtervoegsel "-lez-Ourdons" maakt het onderscheid met Deurne (Frans: Tourinnes-la-Grosse), 15 kilometer ten noorden.

## Geschiedenis
Op de Ferrariskaart uit de jaren 1770 is het dorp aangeduid als Tourrinnes.
Op het eind van het ancien régime werd Tourinnes-les-Ourdons een gemeente. In 1822 werd de gemeente al opgeheven en met Saint-Lambert verenigd in de gemeente Tourinnes-Saint-Lambert.

## Bezienswaardigheden
- De Sint-Servaaskerk (Église Saint-Servais) is een classicistisch bouwwerk van 1786-1790.
- Het Château du Maieur is een bakstenen bouwwerk van eind 19e eeuw, gelegen in een deels ommuurd domein.

## Natuur en landschap
Tourinnes-les-Ourdons ligt aan de Hain. De hoogte aan de kerk bedraagt 150 meter.

## Nabijgelegen kernen
Saint-Lambert, Saint-Paul, Sart-lez-Walhain, Orbais, Chaumont, Sart-Risbart
Deelgemeenten: Nil-Saint-Vincent-Saint-Martin · Tourinnes-Saint-Lambert · Walhain-Saint-Paul

Overige dorpen en gehuchten: Lérinnes · Libersart · Nil-Abbesse · Nil-Pierreux · Nil-Saint-Martin · Nil-Saint-Vincent · Perbais · Saint-Lambert · Saint-Paul · Sart-lez-Walhain · Tourinnes-les-Ourdons

Belgische gemeenten · Arrondissement Nijvel · Waals-Brabant · Wallonië